# Столерман, Самуил Александрович
Самуил Александрович Столерман (21 декабря 1874, Кяхта — 22 декабря 1949, Киев) — русский и советский дирижёр, актёр. Заслуженный артист Грузинской ССР (1924), народный артист Украинской ССР (1937).

## Биография
Сын бедного еврейского портного. Поступил в Иркутский военный духовой оркестр, где прослужил восемь лет. В середине 1890-х годов впервые попробовал себя как дирижёр за пультом струнного оркестра драматического театра. После, работал в передвижной опереточной труппе, затем начал дирижировать и операми.
С 1905 года обучался в Московской консерватории по классу дирижирования у профессора В. И. Сафонова. Учитель помог молодому музыканту получить место дирижёра в театре Народного дома. Поставив здесь «Руслана и Людмилу» и «Царскую невесту», Столерман получил предложение отправиться в Красноярск и возглавить там симфонический оркестр.
В 1907—1908 годах — дирижёр оперной труппы в Перми. Трудился во Владивостоке, Благовещенске, Москве, Тбилиси, Баку и других городах.

В 1927—1944 годах — главный дирижёр, музыкальный руководитель Одесского театра оперы и балета. Вот что вспоминал Святослав Рихтер о нём:
«Главный дирижёр [Оперного театра в Одессе] Самуил Александрович Столерман был в высшей степени профессиональным и честным человеком, малосимпатичным, но... достойным уважения. <...> Под его руководством я многому научился, ибо, поработав некоторое время аккомпаниатором балета, стал концертмейстером оперных хоров»
В 1944—1949 — главный дирижёр Театра оперы и балета им. Т. Шевченко в Киеве.
Активно сотрудничал с композиторами Грузии, Армении, Азербайджана, Украины, дал сценическую жизнь многим музыкальным произведениям.
Под его руководством впервые были поставлены оперы: «Алмаст» А. А. Спендиарова на украинском (1930, Одесса), грузинском (1932, Тбилиси), армянском (1933, Ереван) языках, «Сказание о Шота Руставели» Д. И. Аракишвили (1919), «Кето и Котэ» (1919) и «Лейла» (1922) В. И. Долидзе, «Дареджан Коварная» М. А. Баланчивадзе (1926, все — в Тбилиси), «Разлом» Фемелиди (1929), «Золотой обруч» («Захар Беркут») Б. Н. Лятошинского (1930), «Яблоневый плен» О. С. Чишко (1931), «Трагедийная ночь» К. Ф. Данькевича (1935; все — в Одессе).

## Другие постановки
- «Лоэнгрин» Рихарда Вагнера (1923),
- «Севильский цирюльник» Джоаккино Россини (1923),
- «Аида» Джузеппе Верди (1923),
- «Борис Годунов» Модеста Мусоргского (1924; все — в Баку),
- «Царская невеста» Римского-Корсакова (1925),
- «Кармен» Жоржа Бизе (1926),
- «Тарас Бульба» Николая Лысенко (1932),
- «Лёд и сталь» Дешевова (1930),
- «Утопленница» Николая Лысенко (1937),
- «Иван Сусанин» М. И. Глинки (1940),
- «Даиси» З. П. Палиашвили (1941) и др.

В 1945 году снялся в роли Артиста в кинофильме «Непокорённые». Автор воспоминаний «Miй творчий шлях за сорок рокiв» («Радянська музика», 1937, № 6-7).